# Barrio el Rincón
Barrio el Rincón är en ort i Mexiko, tillhörande kommunen Zumpango i delstaten Mexiko. Barrio el Rincón ligger i den centrala delen av landet och tillhör Mexico Citys storstadsområde. Orten hade 560 invånare vid folkräkningen 2010.